# 128 (număr)
128 (o sută douăzeci și opt) este numărul natural care urmează după 127 și precede pe 129 într-un șir crescător de numere naturale.

## În matematică
128:
- Este un număr la puterea a șaptea, a 7-a putere a lui 2.[1]
- Este cel mai mare număr care nu poate fi exprimat printr-o sumă de pătrate diferite.[2][3] Similar, cele mai mari numere care nu pot fi exprimat printr-o sumă de cuburi, respectiv puteri de ordinul 4 sunt 12758, rspectiv5134240.[4]
- Este divizibil cu numărul total al divizorilor săi, adică este un număr refactorabil.[5][6]
- Suma valorilor funcției φ(x) a primelor 20 de numere întregi este 128.[7]
- Poate fi reprezentat printr-o combinație a cifrelor sale și operatori matematici: 128 = 28 – 1, ceea ce îl face un număr Friedman.[8][9]
- Un 7-cub (hepteract) are 128 de vârfuri.
- Este singurul număr din trei cifre care este o putere a lui 7 (27).
- Este un număr practic.[10][11]
- Este un număr puternic.[12][13]
- Este un număr rotund.[14][15]

## În știință

### În astronomie
- Obiectul NGC 128 din New General Catalogue este o galaxie lenticulară cu o magnitudine 11,8 în constelația Peștii.
- 128 Nemesis este un asteroid din centura principală.
- Ross 128 este o stea pitică roșie, al unsprezecelea cel mai apropiat sistem stelar de sistemul solar.
- 128P/Shoemaker-Holt este o cometă periodică din sistemul solar.

### În informatică
- Cheile de criptare 128-bit sunt folosite pentru securizarea comunicațiilor pe Internet.
  - IPv6 folosește adrese pe 128-bit (16-byte).
  - Întregii pe 128-bit, adresele de memorie, sau alte date pe 128 de biți sunt pe 16 octeți.
- ASCII conține definiții pentru 128 de caractere (33 de caractere de control neimprimabile, multe perimate, care indică cum să fie tratat textul, 94 de caractere imprimabile și 1 de rezervă).
- Întregul pe 128-bit poate reprezenta numere până la 3.40282366...e+38 (2128 = 340 282 366 920 938 463 463 374 607 431 768 211 456).
- CAST-128 este un bloc de cifre folosit în unele produse de criptare ca  GPG și PGP.
- Plăcile grafice au magistrale de date pe 128-bit, 256-bit sau 512-bit.
- Commodore 128⁠(d) a fost un calculator personal cu 128 KB de memorie lansat în 1985.
- ZX Spectrum +2 a fost un calculator personal cu 128 KB de memorie lansat în 1986.

### Coduri de bare
- Codul 128 este norma de simbologie uniformă (engleză Uniform Symbology Specification – USS Code 128) pentru codurile de bare alfanumerice care codează texte, numere și numeroase funcții, conceput să codeze toate cele 128 de caractere ASCII (ASCII 0 la ASCII 127), folosite în expedieri.[16] Subdiviziunile cuprind:
  - 128A (0-9, A-Z, coduri de control ASCII, caractere speciale)
  - 128B (0-9, A-Z, a-z, caractere speciale)
  - 128C (00-99 caractere numerice)
  - GS1-128 aplicația standard a GS1 folosind codul de bare 128.
  - ISBT 128 sistemul de etichetare al produselor sangvine al Societății Internaționale de Transfuzie a Sângelui (engleză International Society of Blood Transfusion – ISBT).

## În alte domenii
128 se poate referi la:
- Numărul de uncii lichide (de apă) dintr-un galon.